# Савицкое (Полтавская область)
Савицкое (укр. Савицьке) — село,
Камышнянский поселковый совет,
Миргородский район,
Полтавская область,
Украина.
Код КОАТУУ — 5323255405. Население по данным 1982 года составляло 20 человек.
Село указано на трехверстовке Полтавской области. Военно-топографическая карта.1869 года как хутор Савицкого
Село ликвидировано в 2003 году.

## Географическое положение
Село Савицкое находится на левом берегу реки Озница,
на расстоянии в 1 км от села Марковское и в 1,5 км от села Ежаки.

## История
- 2003 — село ликвидировано[2].